# NGC 523
NGC 523 è una vasta galassia a spirale situata nella costellazione di Andromeda a una distanza di circa 215 milioni di anni luce dalla nostra Via Lattea.

## Descrizione
La galassia è inclusa nell'Atlas of Peculiar Galaxies con la designazione Arp 158, come esempio di galassia perturbata per assorbimento interno di materia.

## Scoperta
NGC 523 è stata scoperta il 25 settembre 1784 dall'astronomo britannico di origine tedesca William Herschel. Venne inserita nel New General Catalogue con la designazione NGC 537. Il 23 agosto 1862 venne riscoperta dall'astronomo prussiano Heinrich Louis d'Arrest.

## Supernova
Il 3 luglio 1983, all'interno di NGC 523 è stata scoperta la supernova SN 1983N da parte dell'astronomo amatoriale australiano Robert Evans. La supernova è stata classificata di tipo Ib..

## Gruppo di NGC 507
NGC 523 fa parte del Gruppo di NGC 507, un vasto raggruppamento che comprende almeno 42 galassie, 21 delle quali figurano nel New General Catalogue (NGC) e 5 nell'Index Catalogue (IC). Quattro membri di questo gruppo sono anche inclusi tra le galassie di Markarian. La  galassia più luminosa del gruppo è NGC 507, mentre la più estesa è NGC 536.